# Zombrus semialbus
Zombrus semialbus är en stekelart som beskrevs av Szepligeti 1914. Zombrus semialbus ingår i släktet Zombrus och familjen bracksteklar. Inga underarter finns listade i Catalogue of Life.